# Tympanota loxobasma
Tympanota loxobasma là một loài bướm đêm trong họ Geometridae.